# 本薬師寺
本薬師寺（もとやくしじ）は、奈良県橿原市の東南に位置する藤原京の薬師寺と呼ばれた寺院。後に持統天皇となる皇后の病気平癒を祈って天武天皇が建立を誓願した官寺である。平城京遷都で薬師寺が西ノ京に移ると、西ノ京の「薬師寺」と区別するために「本薬師寺」と称されるようになった。本薬師寺は元薬師寺とも記されるほか、平城京に造営された薬師寺（平城京薬師寺）に対して、「藤原京薬師寺」などとも呼ばれる。これまでの発掘調査により、およそ11世紀初頭まで存続していたことが認められている。
現在は、橿原市城殿町（きどのちょう）の医王院（白鳳山醫王院）の境内に、伽藍の遺構のうち金堂の礎石の一部が残る。また、東塔や西塔の土壇および心礎などの礎石が周囲の水田に残存しており、本薬師寺跡として特別史跡に指定されている。

## 歴史

### 建立

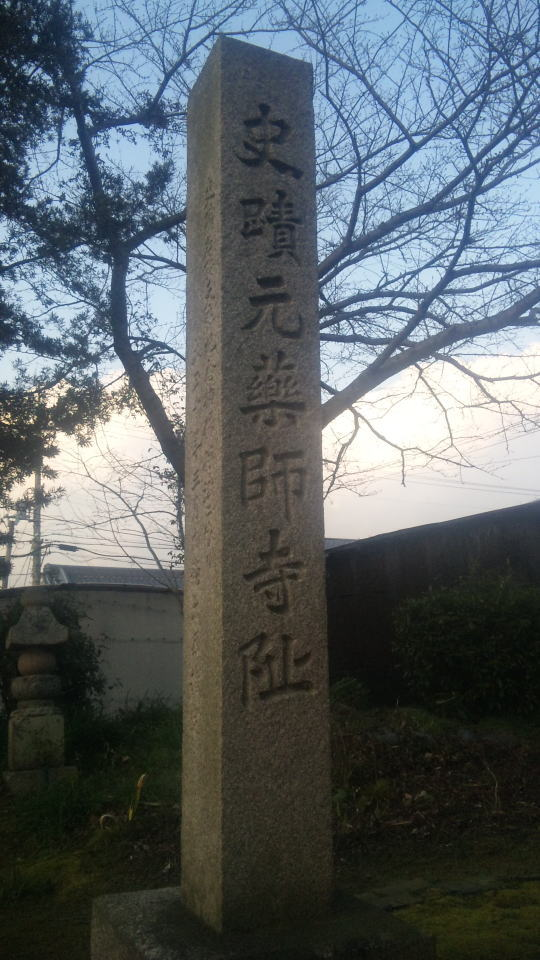
「史蹟元藥師寺阯」碑

- 天武天皇9年（680年）11月、天武天皇により発願される[4]。

『日本書紀』天武天皇9年11月12日条に、病気になった皇后（鵜野讚良皇女、後の持統天皇）のために誓願をたて、薬師寺を建立することとなり、百人の僧を得度（出家）させたところ、病気は平癒されたとあり、「薬師寺東塔檫銘」（薬師寺東塔の相輪の檫管〈さつかん〉に刻まれた銘文）にも同じ内容の記述が見られる。
- 天武天皇11年（682年）頃までに着工されたという。

『七大寺年表』および『僧綱補任抄出』に、天武天皇11年、薬師寺を造るとある。発掘調査による土器や金堂の瓦の文様より、天武天皇末期に着工されたことが認められる。
- 天武天皇15年・朱鳥元年（686年）に天武天皇が亡くなり、持統天皇が引き継ぐ。
- 持統天皇2年（688年）頃までに伽藍の一部（金堂）が整う[4]。

『日本書紀』持統天皇2年1月8日に、無遮大会（むしゃだいえ、かぎりなきおがみ）が薬師寺で行われたとあり、金堂の完成による開催であったとされる。また発掘において金堂が最初に建立されたことが確認されている。
- 文武天皇2年（698年）にほぼ完成したといわれる[2]。

『続日本紀』文武天皇2年10月に、薬師寺の造営はほぼ完了して衆僧を寺に住わせるとある。また、東塔の建築部材とされる木材の伐採が年輪年代測定により695年（持統9年）であったことが確認され、伽藍が完成したとされる年代と一致する。ただし、大宝 (日本)元年（701年）6月に、造薬師寺司の任命を記していることから、造営は8世紀まで行われていたと考えられる。
- 養老2年（718年）、薬師寺が和銅3年（710年）の平城京遷都に伴い西ノ京に移る[6]。

『薬師寺縁起』には、養老2年、平城京に伽藍を移すとあり、従来は本薬師寺の伽藍を西ノ京の薬師寺に移築したとする説が有力であったが、今日では伽藍・本尊とも、それぞれの研究により本薬師寺からそのまま移されたものではないとする説が有力である。
- その後も、11世紀まで存続が確認できる。

『中右記』や『左経記』などによると、本薬師寺は11世紀まで存続していたとされ、11世紀初頭まで存続していたという結果が発掘調査により得られている。

### 年表
- 1921年（大正10年）3月3日、史蹟名勝天然紀念物保存法による史蹟に指定された[3][14]。
- 1952年（昭和27年）3月29日、特別史跡に指定される[8]。
- 1976年（昭和51年）、1984年（昭和59年）[11]、1990年（平成2年）、および1992年（平成4年）[4] - 1996年（平成8年）に発掘調査が行われた[13]。

## 薬師寺移転
薬師寺が平城京に移されたことについては明治以来論争がある。従来はその伽藍の規模や配置が西ノ京の薬師寺とほぼ一致しており、瓦も同一であるとして、西ノ京の薬師寺に移築されたとする説（移建説）が有力であった。しかし、伽藍配置はほぼ同じだが、回廊が複廊の薬師寺に対して本薬師寺は単廊である。ただし、薬師寺の回廊の発掘から、西ノ京の薬師寺も当初は単廊で造営が進められたことが明らかになっている。そのほか塔や金堂の裳階（もこし）など薬師寺との違いが細部にある。瓦については、創建時の軒瓦のうち軒丸瓦は同笵のものであったが、軒平瓦は同じものではなかった。また、本薬師寺からその創建時の瓦が大量に発掘され、かつ、西ノ京の薬師寺建立後に補修された瓦も発見されている。これらのことから、西ノ京の薬師寺は移築ではなく新築（非移建説〈新建説〉）と考えられているが、西塔の状況からそうではないという説もある。また、金堂の本尊についても、移転により本薬師寺から運ばれたとする説（移座説）と、新たに造られたとする説（非移座説〈新造説〉）がある。

## 伽藍

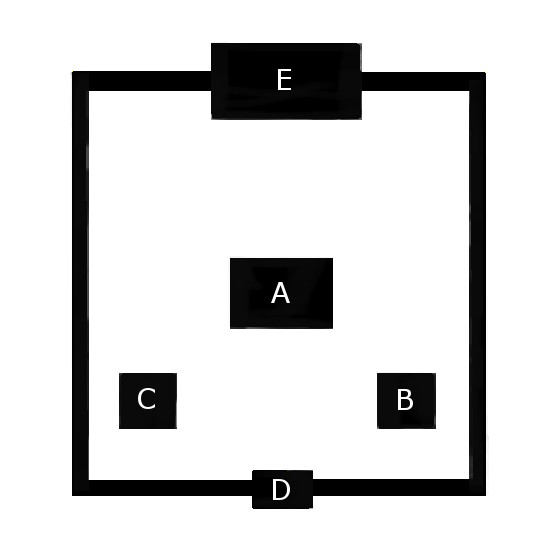
本薬師寺伽藍配置図
A. 金堂 B. 東塔 C. 西塔 D. 中門 E. 講堂

寺域は、藤原京右京八条三坊の全域を占める。伽藍は、薬師寺式伽藍配置であり、中央に金堂があって、その手前に左右対称の東塔と西塔を配置しており、その前面（南）にある中門の両側から、回廊が金堂の背面（北）にある講堂の両側まで取り囲んでいた。金堂・東塔・西塔の基壇や礎石は西ノ京の薬師寺と同じぐらいの規模であるが、発掘調査により中門や回廊の規模および構造が異なることがわかっている。なお、講堂などがあった北側の地域は、今日、集落があるため発掘調査は困難な状態にある。

### 金堂

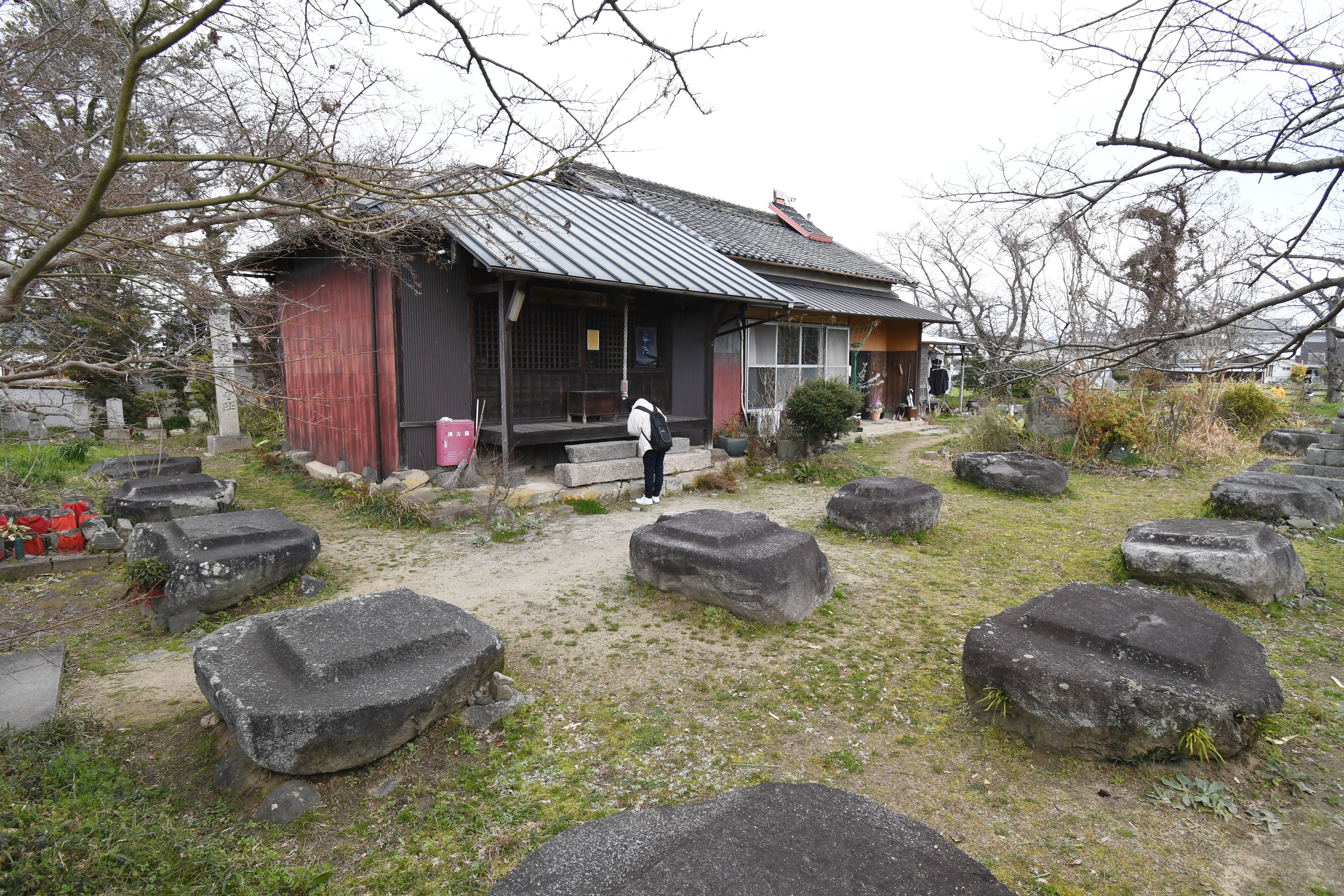
金堂礎石（奥に医王院）

現在の金堂跡は、周囲の水田より1メートル余り高く、東西36メートル、南北29メートルの土壇に、花崗岩による方形座を備えた19個の礎石が残り、そのうちの4個は医王院の本堂や庫裏に用いられている。金堂は礎石の配置から、桁行（東西）76尺7寸（約24.2メートル）、梁間（南北）39尺（約11.9メートル）で、桁行7間、梁間4間の両廂（りょうびさし）の建築物であったと推定される。裳階を示す礎石はないが、その存在を想定できる裳階所用瓦が出土している。発掘調査によると、基壇は東西29.5メートル、南北18.2メートルとされ、西ノ京の薬師寺と規模は同じで、また同様に前面3か所、背面1か所に階段を備えていた。

### 東塔

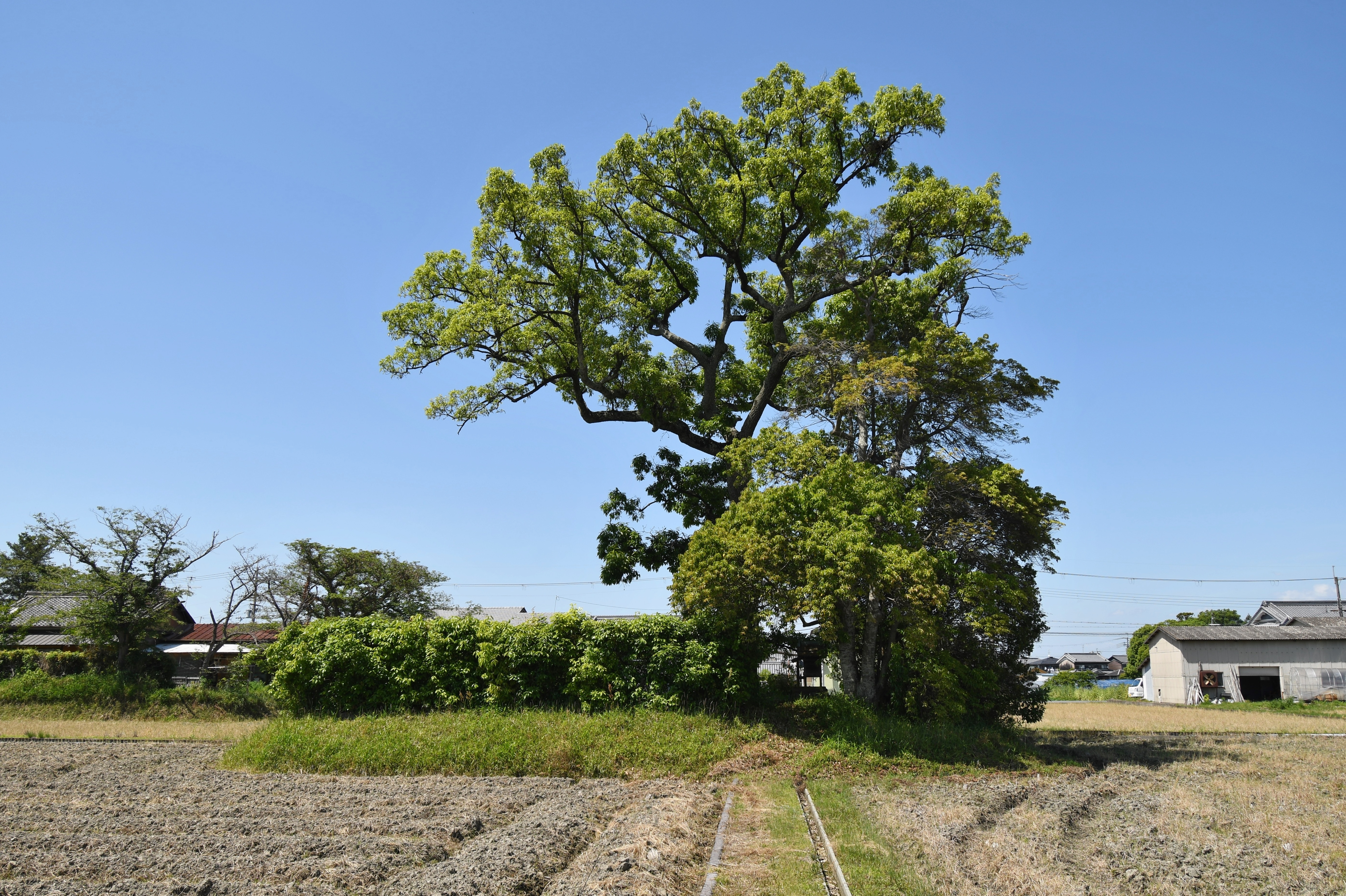
東塔

東塔の基壇は、一辺14.2メートル、高さ1.45メートルで、西ノ京の薬師寺とほぼ同じ規模であったことがわかっている。基壇は4面の中央に階段を備え、凝灰岩により化粧されていた。裳階の礎石は残らないが、中心の心礎および四天柱（してんばしら）4個と側柱（かわばしら）12個のうち11個の礎石、計16個が残存し、東西2.1メートル、南北1.7メートルの花崗岩の心礎に舎利孔がある（西ノ京の薬師寺は逆に西塔の心礎に舎利孔がある）。東塔の規模は、方23尺（約7.15メートル）であったとされ、薬師寺の東塔の規模（主屋7.09メートル四方）とほぼ一致する。現在の土壇は東西16メートル、南北13メートル、高さ1メートルであり、東端には祠が祀られている。

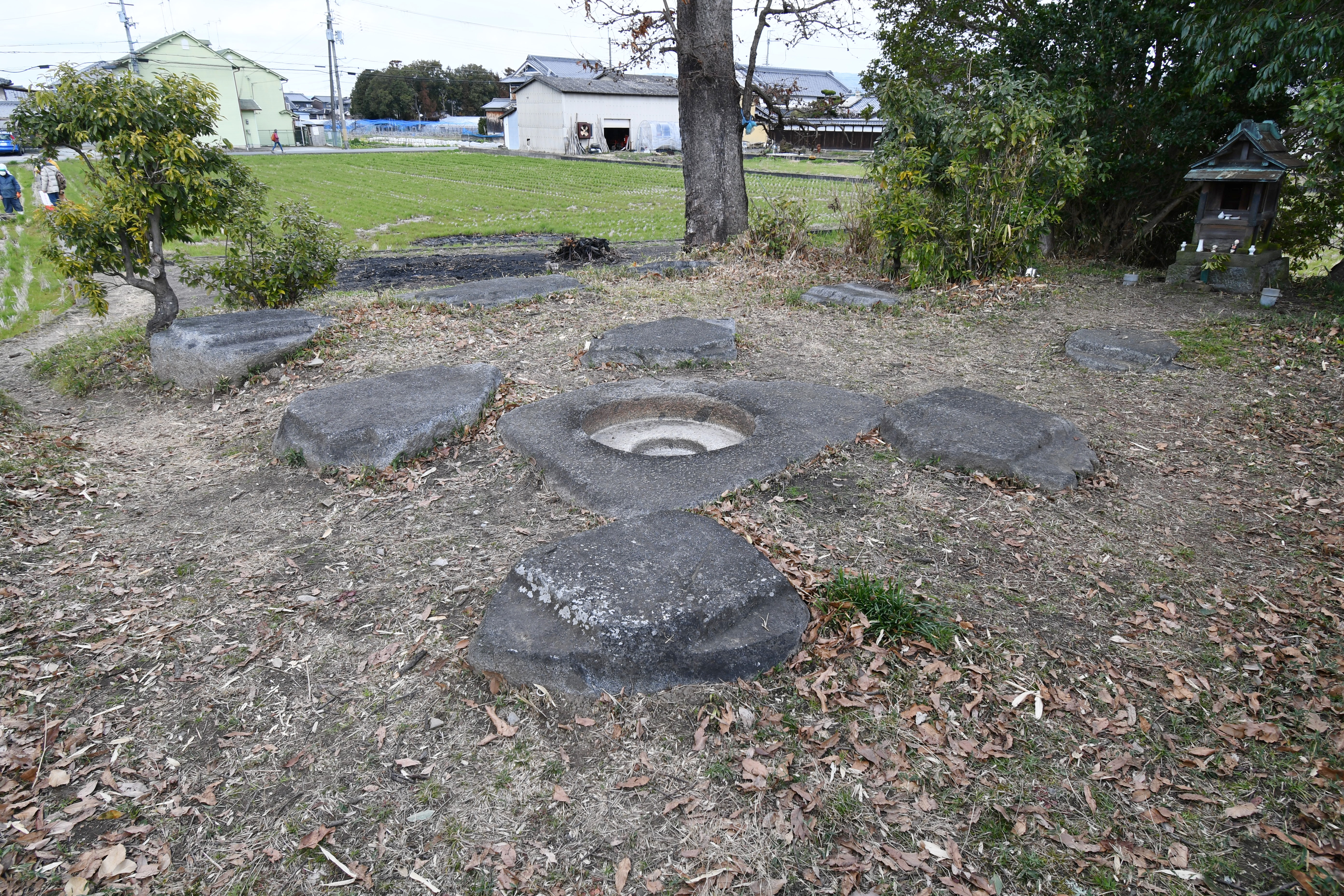
東塔礎石
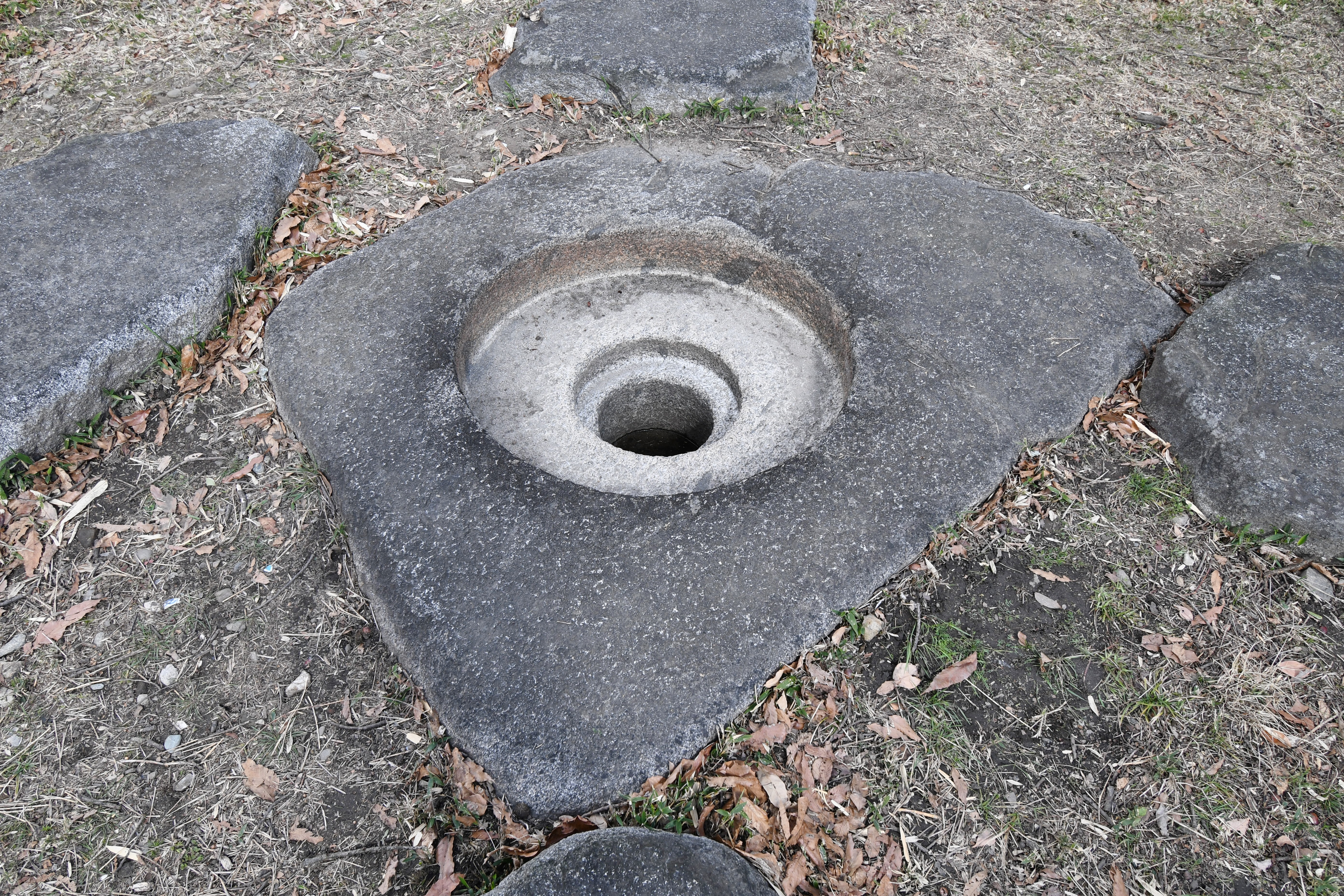
東塔心礎

### 西塔

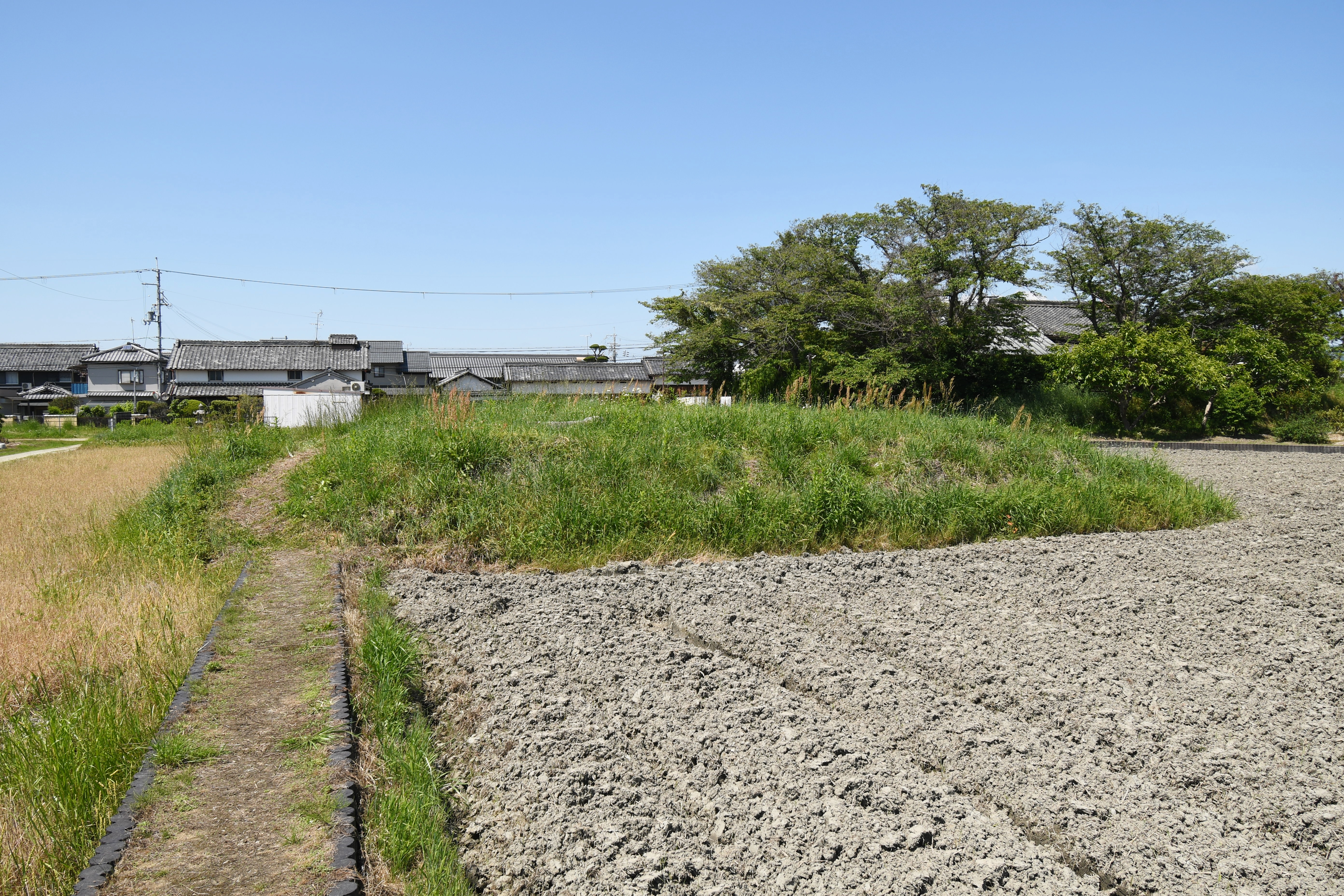
西塔

西塔の基壇の規模は、一辺が約13.5メートル、高さ1.6メートルであったとされる。花崗岩の心礎が残存し、その中央には直径39センチメートル、高さ10センチメートルの凸部があり（出枘式〈でほぞしき〉）、東塔および西ノ京の薬師寺の塔の心礎とは異なる。この西塔跡から、西ノ京の薬師寺の創建瓦が大量に出土したことにより、本薬師寺の西塔は、平城京に薬師寺が移った後に改めて建立された可能性があげられている。

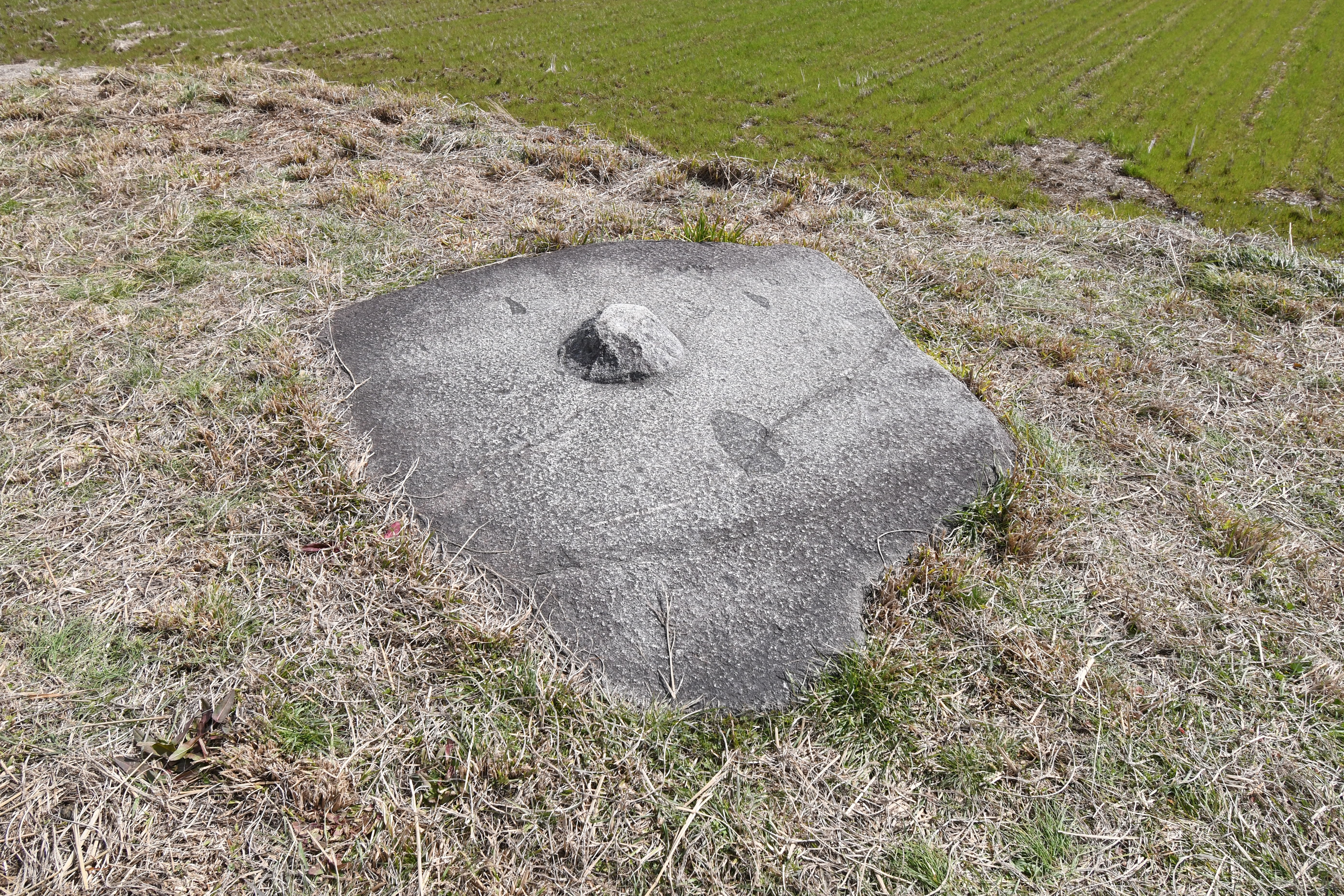
西塔心礎

### 中門
中門は、桁行3間、梁間2間であり、西ノ京の薬師寺の中門（桁行5間、梁間2間）より小さく、中門の両側から延びる本薬師寺の回廊は単廊であった。中門の大きさは、西ノ京の薬師寺では回廊が複廊に改造されたことで、中門の規模も変更されたと考えられる。

### 南門

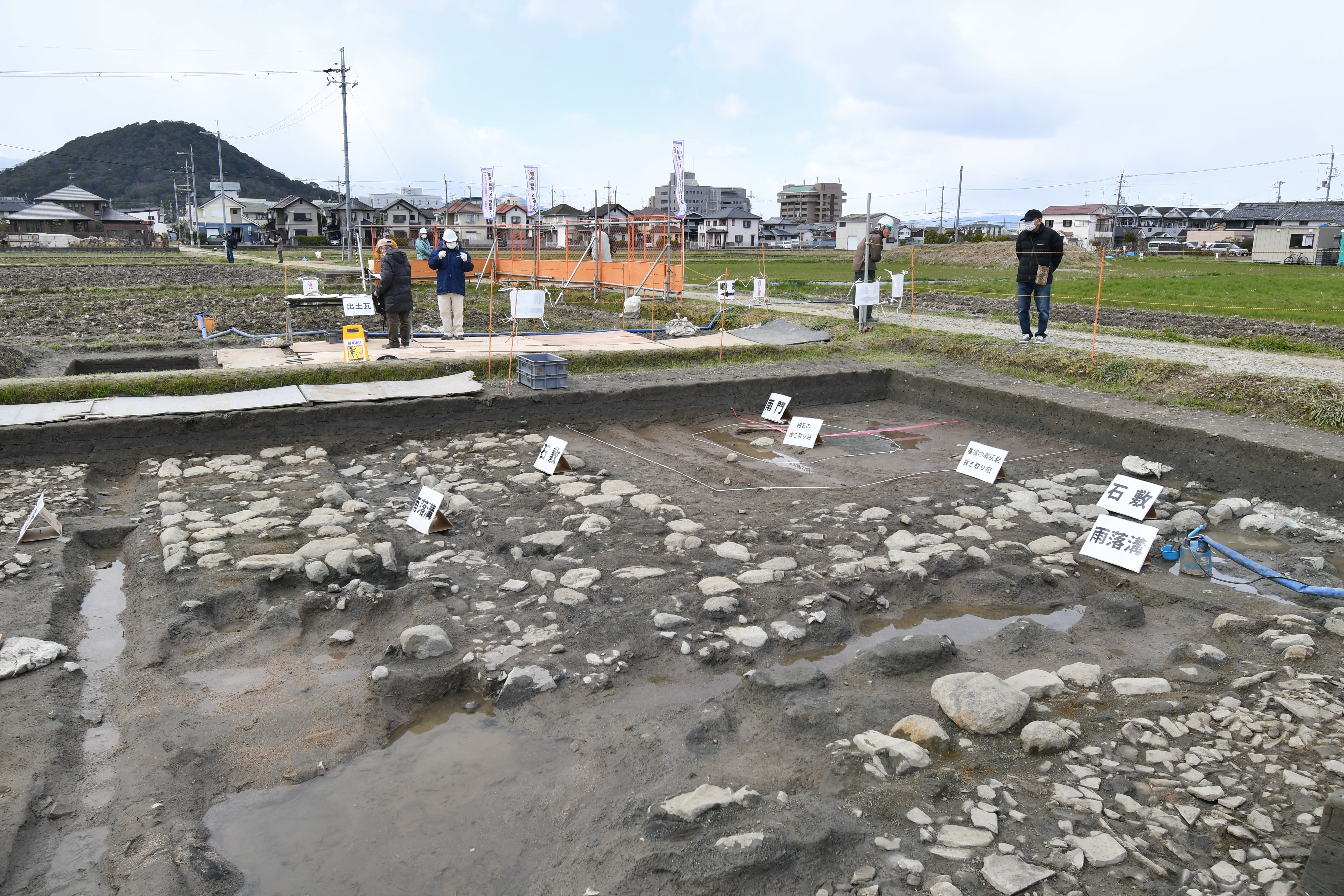
南門（2024年発掘調査時）

南門の基壇は、東西19.8メートル。基壇外側には人頭大の川原石による石敷を巡らせ、石敷内には幅約60センチメートル・深さ5センチメートルの雨落溝を設ける。南門の規模は、東西約15メートル（桁行3間、17尺等間か）。南門と中門の間隔は、西ノ京の薬師寺よりも約7メートル短い。

## 行事
- 本薬師寺まつり - 毎年10月に当時行われていた「柴燈護摩焚き」を再現し、10月第2月曜日に行われている[23]。

## ホテイアオイの名所

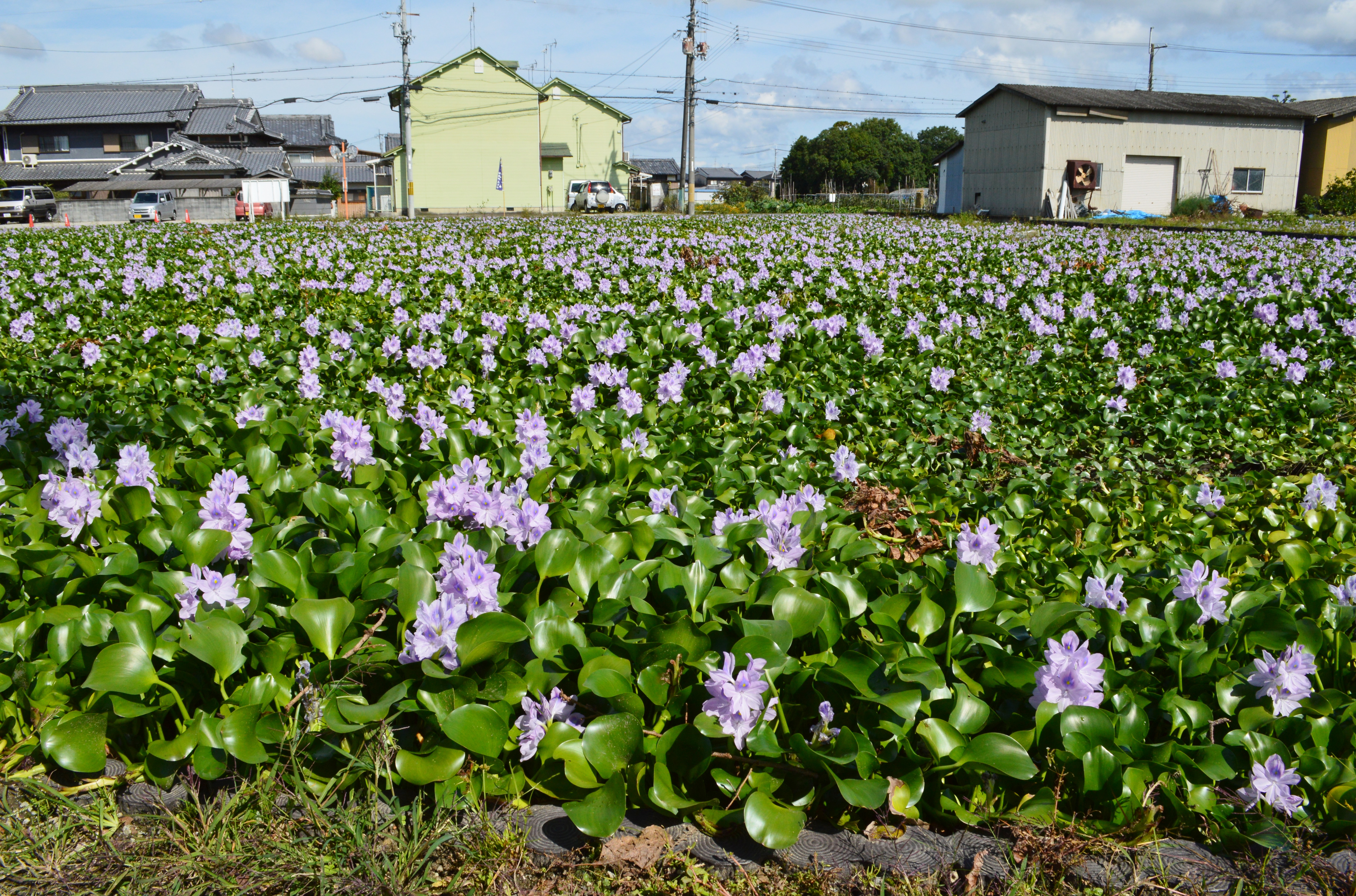
境内地に植えられたホテイアオイ

1996年から地元農家などで結成された「城殿町霜月会」が周辺の休耕田にホテイアオイを植え始めた。
ホテイアオイの植え付けには橿原市立畝傍北小学校の2年生も協力しており、例年8月下旬から9月下旬が見頃となっている。
2022年度から橿原市は財政難のためホテイアオイの植え付け事業を廃止し、財政が改善すれば再開を検討したいとしているが、めどは立っていない。

## アクセス
- 近畿日本鉄道（近鉄）畝傍御陵前駅東口より徒歩約5[27]-9分[28]。
- 近畿日本鉄道（近鉄）橿原神宮前駅より徒歩約20分[28]。
- 近畿日本鉄道（近鉄）大和八木駅より奈良交通バスで城殿町[11]「城殿口」下車。
- 橿原市コミュニティバス（奈良交通）「飛騨町」より徒歩約12分[28]。